# Strobilanthes nigrescens
Strobilanthes nigrescens är en akantusväxtart som beskrevs av T. Anders.. Strobilanthes nigrescens ingår i släktet Strobilanthes och familjen akantusväxter. Inga underarter finns listade i Catalogue of Life.